# تئودوروس دیمیتریو
تئودوروس دیمیتریو (یونانی: Θεόδωρος Δημητρίου؛ زادهٔ ۱۸۹۸ - درگذشته نامشخص) بازیکن فوتبال اهل یونان بود.
از باشگاه‌هایی که در آن بازی کرده‌است می‌توان به باشگاه فوتبال پانیونیوس اشاره کرد.